# Nationalratswahlkreis Glarus
Der Nationalratswahlkreis Glarus ist ein Wahlkreis bei Wahlen in den Schweizer Nationalrat. Er umfasst den gesamten Kanton Glarus und besteht seit 1848.

## Wahlverfahren
Bis 1869 wurden die Nationalräte an der Landsgemeinde gewählt. Anschliessend kam bis 1917 das Majorzwahlrecht zur Anwendung. Im Sinne der romanischen Mehrheitswahl benötigte ein Kandidat die absolute Mehrheit der Stimmen, um gewählt zu werden. Zur Verteilung aller Sitze waren unter Umständen mehrere Wahlgänge notwendig; jeder Wähler hatte so viele Stimmen, wie Sitze zu vergeben waren. Seit 1919 wird das Proporzwahlrecht angewendet, bei der die Sitze im Verhältnis zu allen abgegebenen Stimmen auf die zur Auswahl stehenden Listen verteilt werden.

## Bezeichnung und Sitzzahl
Während der Majorz-Ära war im amtlichen Gebrauch eine über die gesamte Schweiz angewendete fortlaufende Nummerierung üblich, geordnet nach der Reihenfolge der Kantone in der schweizerischen Bundesverfassung. Der Wahlkreis Glarus trug ab 1851 die Nummer 18, ab 1872 die Nummer 19 und ab 1911 die Nummer 20; 1919 entfiel die Nummerierung.
Aufgrund der Bevölkerungsentwicklung variierte die Anzahl der Sitze, die dem Wahlkreis Glarus zur Verfügung standen:
- 1848 bis 1851: 1 Sitz
- 1851 bis 1971: 2 Sitze
- seit 1971: 1 Sitz

## Nationalräte
- G = Gesamterneuerungswahl
- E = Ersatzwahl bei Vakanzen
- N = Nachrücker (nur Proporz)

### Majorz (1848 bis 1917)
| Datum                 | Wahl | Gewählte | Gewählte         | Partei |
| --------------------- | ---- | -------- | ---------------- | ------ |
| 22.10.1848            | G    |          | Caspar Jenny     | FL     |
|                       |      |          |                  |        |
| 26.10.1851            | G    |          | Caspar Jenny     | FL     |
| 26.10.1851            | G    |          | Johannes Trümpy  | LM     |
|                       |      |          |                  |        |
| 29.10.1854            | G    |          | Caspar Jenny     | FL     |
| 29.10.1854            | G    |          | Johannes Trümpy  | FL     |
|                       |      |          |                  |        |
| 25.10.1857            | G    |          | Joachim Heer     | LM     |
| 25.10.1857            | G    |          | Peter Jenny      | LM     |
|                       |      |          |                  |        |
| 28.10.1860            | G    |          | Joachim Heer     | LM     |
| 28.10.1860            | G    |          | Peter Jenny      | LM     |
|                       |      |          |                  |        |
| 25.10.1863            | G    |          | Joachim Heer     | LM     |
| 25.10.1863            | G    |          | Peter Jenny      | LM     |
|                       |      |          |                  |        |
| 28.10.1866            | G    |          | Joachim Heer     | LM     |
| 28.10.1866            | G    |          | Peter Jenny II   | FL     |
|                       |      |          |                  |        |
| 31.10.1869            | G    |          | Joachim Heer     | LM     |
| 31.10.1869            | G    |          | Peter Jenny II   | FL     |
|                       |      |          |                  |        |
| 27.10.1872 10.11.1872 | G    |          | Joachim Heer     | LM     |
| 27.10.1872 10.11.1872 | G    |          | Niklaus Tschudi  | FL     |
|                       |      |          |                  |        |
| 31.10.1875            | G    |          | Joachim Heer     | LM     |
| 31.10.1875            | G    |          | Niklaus Tschudi  | FL     |
|                       |      |          |                  |        |
| 27.10.1878            | G    |          | Niklaus Tschudi  | FL     |
| 27.10.1878            | G    |          | Esajas Zweifel   | LM     |
|                       |      |          |                  |        |
| 30.10.1881            | G    |          | Niklaus Tschudi  | FL     |
| 30.10.1881            | G    |          | Esajas Zweifel   | LM     |
|                       |      |          |                  |        |
| 26.10.1884            | G    |          | Charles Mercier  | LM     |
| 26.10.1884            | G    |          | Kaspar Schindler | DL     |

| Datum                 | Wahl | Gewählte | Gewählte         | Partei |
| --------------------- | ---- | -------- | ---------------- | ------ |
| 30.10.1887            | G    |          | Rudolf Gallati   | LM     |
| 30.10.1887            | G    |          | Kaspar Schindler | DL     |
|                       |      |          |                  |        |
| 26.10.1890            | G    |          | Rudolf Gallati   | LM     |
| 26.10.1890            | G    |          | Kaspar Schindler | DL     |
|                       |      |          |                  |        |
| 29.10.1893            | G    |          | Rudolf Gallati   | LM     |
| 29.10.1893            | G    |          | Kaspar Schindler | DL     |
|                       |      |          |                  |        |
| 25.10.1896            | G    |          | Rudolf Gallati   | FDP    |
| 25.10.1896            | G    |          | Kaspar Schindler | DL     |
|                       |      |          |                  |        |
| 19.02.1899            | E    |          | Eduard Blumer    | DL     |
|                       |      |          |                  |        |
| 29.10.1899            | G    |          | Eduard Blumer    | DL     |
| 29.10.1899            | G    |          | Rudolf Gallati   | FDP    |
|                       |      |          |                  |        |
| 26.10.1902            | G    |          | Eduard Blumer    | DP     |
| 26.10.1902            | G    |          | Rudolf Gallati   | FDP    |
|                       |      |          |                  |        |
| 14.08.1904            | E    |          | David Legler     | DP     |
|                       |      |          |                  |        |
| 29.10.1905            | G    |          | Eduard Blumer    | DP     |
| 29.10.1905            | G    |          | David Legler     | DP     |
|                       |      |          |                  |        |
| 25.10.1908            | G    |          | Eduard Blumer    | DP     |
| 25.10.1908            | G    |          | David Legler     | DP     |
|                       |      |          |                  |        |
| 29.10.1911            | G    |          | Eduard Blumer    | DP     |
| 29.10.1911            | G    |          | David Legler     | DP     |
|                       |      |          |                  |        |
| 25.10.1914            | G    |          | Eduard Blumer    | DP     |
| 25.10.1914            | G    |          | Heinrich Jenny   | FDP    |
|                       |      |          |                  |        |
| 28.10.1917 11.11.1917 | G    |          | Eduard Blumer    | DP     |
| 28.10.1917 11.11.1917 | G    |          | Heinrich Jenny   | FDP    |

### Proporz (ab 1919)
| Datum      | Wahl | Gewählte | Gewählte           | Partei |
| ---------- | ---- | -------- | ------------------ | ------ |
| 26.10.1919 | G    |          | Eduard Blumer      | DP     |
| 26.10.1919 | G    |          | Heinrich Jenny     | FDP    |
|            |      |          |                    |        |
| 29.10.1922 | G    |          | Eduard Blumer      | DP     |
| 29.10.1922 | G    |          | Heinrich Jenny     | FDP    |
|            |      |          |                    |        |
| 25.10.1925 | G    |          | Heinrich Jenny     | FDP    |
| 25.10.1925 | G    |          | Rudolf Tschudy     | DP     |
|            |      |          |                    |        |
| 28.10.1928 | G    |          | Heinrich Jenny     | FDP    |
| 28.10.1928 | G    |          | Rudolf Tschudy     | DP     |
|            |      |          |                    |        |
| 25.10.1931 | G    |          | Heinrich Jenny     | FDP    |
| 25.10.1931 | G    |          | Rudolf Tschudy     | DP     |
|            |      |          |                    |        |
| 27.10.1935 | G    |          | Rudolf Gallati jr. | FDP    |
| 27.10.1935 | G    |          | Rudolf Tschudy     | DP     |
|            |      |          |                    |        |
| 02.03.1937 | N    |          | Hans Trümpy        | DP     |
|            |      |          |                    |        |
| 29.10.1939 | G    |          | Rudolf Gallati jr. | FDP    |
| 29.10.1939 | G    |          | Hans Trümpy        | DP     |
|            |      |          |                    |        |
| 21.09.1943 | N    |          | Ludwig Zweifel     | FDP    |
|            |      |          |                    |        |
| 31.10.1943 | G    |          | Christian Meier    | SP     |
| 31.10.1943 | G    |          | Ludwig Zweifel     | FDP    |
|            |      |          |                    |        |
| 01.10.1946 | N    |          | Hans Schuler       | FDP    |
|            |      |          |                    |        |
| 26.10.1947 | G    |          | Christian Meier    | SP     |
| 26.10.1947 | G    |          | Hans Schuler       | FDP    |
|            |      |          |                    |        |
| 28.10.1951 | G    |          | Christian Meier    | SP     |
| 28.10.1951 | G    |          | Hans Schuler       | FDP    |
|            |      |          |                    |        |
| 30.10.1955 | G    |          | Christian Meier    | SP     |
| 30.10.1955 | G    |          | Hans Schuler       | FDP    |

| Datum      | Wahl | Gewählte | Gewählte          | Partei |
| ---------- | ---- | -------- | ----------------- | ------ |
| 25.10.1959 | G    |          | Jacques Glarner   | FDP    |
| 25.10.1959 | G    |          | Franz Landolt     | SP     |
|            |      |          |                   |        |
| 27.10.1963 | G    |          | Jacques Glarner   | FDP    |
| 27.10.1963 | G    |          | Franz Landolt     | SP     |
|            |      |          |                   |        |
| 29.10.1967 | G    |          | David Baumgartner | SP     |
| 29.10.1967 | G    |          | Jacques Glarner   | FDP    |
|            |      |          |                   |        |
| 30.11.1970 | N    |          | Alfred Heer       | FDP    |
|            |      |          |                   |        |
| 31.10.1971 | G    |          | David Baumgartner | SP     |
|            |      |          |                   |        |
| 26.10.1975 | G    |          | David Baumgartner | SP     |
|            |      |          |                   |        |
| 17.04.1978 | E    |          | Fritz Hösli       | SVP    |
|            |      |          |                   |        |
| 21.10.1979 | G    |          | Fritz Hösli       | SVP    |
|            |      |          |                   |        |
| 23.10.1983 | G    |          | Fritz Hösli       | SVP    |
|            |      |          |                   |        |
| 18.10.1987 | G    |          | Fritz Hösli       | SVP    |
|            |      |          |                   |        |
| 20.10.1991 | G    |          | Werner Marti      | SP     |
|            |      |          |                   |        |
| 22.10.1995 | G    |          | Werner Marti      | SP     |
|            |      |          |                   |        |
| 24.10.1999 | G    |          | Werner Marti      | SP     |
|            |      |          |                   |        |
| 19.10.2003 | G    |          | Werner Marti      | SP     |
|            |      |          |                   |        |
| 21.10.2007 | G    |          | Werner Marti      | SP     |
|            |      |          |                   |        |
| 02.03.2009 | E    |          | Martin Landolt    | BDP    |
|            |      |          |                   |        |
| 23.10.2011 | G    |          | Martin Landolt    | BDP    |
|            |      |          |                   |        |
| 18.10.2015 | G    |          | Martin Landolt    | BDP    |
|            |      |          |                   |        |
| 20.10.2019 | G    |          | Martin Landolt    | BDP    |

## Wähleranteile
Nachfolgend findet sich eine Übersicht über die Wähleranteile der verschiedenen Parteien und Listen von 1919 bis 1967, als im Kanton Glarus das Proporzverfahren galt. Für das seit 1971 geltende Majorzwahlen wäre ein solcher Vergleich nicht aussagekräftig, da die Wähleranteile zu stark von den jeweiligen Kandidierenden und der Ausgangslage der einzelnen Wahlen abhängen.
| Jahr | FDP         | DP          | Grütli, SP 1 | KVP/KCV | Jahr |
| ---- | ----------- | ----------- | ------------ | ------- | ---- |
| 1919 | 36,1 %      | 30,0 %      | 22,6 %       | 11,3 %  | 1919 |
| 1922 | 35,6 %      | 45,6 %      | 18,7 %       |         | 1922 |
| 1925 | Stille Wahl | Stille Wahl |              |         | 1925 |
| 1928 | Stille Wahl | Stille Wahl |              |         | 1928 |
| 1931 | 39,0 %      | 24,4 %      | 24,3 %       | 12,3 %  | 1931 |
| 1935 | 27,3 %      | 24,8 %      | 27,1 %       | 20,9 %  | 1935 |
| 1939 | 27,8 %      | 42,6 %      | 29,5 %       |         | 1939 |
| 1943 | 25,0 %      | 22,9 %      | 38,4 %       | 13,7 %  | 1943 |
| 1947 | 31,0 %      | 29,7 %      | 39,3 %       |         | 1947 |
| 1951 | Stille Wahl |             | Stille Wahl  |         | 1951 |
| 1955 | Stille Wahl |             | Stille Wahl  |         | 1955 |
| 1959 | 28,6 %      | 18,9 %      | 39,4 %       | 13,1 %  | 1959 |
| 1963 | Stille Wahl |             | Stille Wahl  |         | 1963 |
| 1967 | Stille Wahl |             | Stille Wahl  |         | 1967 |